# Isidore Geoffroy Saint-Hilaire
Isidore Geoffroy Saint-Hilaire (Paris, 16 de dezembro de 1805 — Paris, 10 de novembro de 1861) foi um zoólogo, etólogo e ornitólogo francês. Junto com Johann Friedrich Meckel, o Jovem, é considerado um dos fundadores da Teratologia.

## Biografia
Nasceu em Paris e era filho do naturalista francês Étienne Geoffroy Saint-Hilaire (1772-1844) e de sua esposa Pauline Brière de Mondétour. Seu avô materno era o político francês Isidore Brière de Mondétour (1753-1810). Em sua infância mostrou interesse por matemática, porém, eventualmente, veio a dedicar-se ao estudo de história natural e medicina, e em 1824, foi nomeado naturalista assistente de seu pai. De 1832 a 1837 publicou sua grande obra sobre Teratologia: "História Geral e particular das anomalias na organização do homem e dos animais", também conhecida como Tratado de Teratologia, obra em três volumes. Saint-Hilaire realizou pesquisas sobre onfalite, celosomia, hermafroditismo, etc, e credita-se a ele a introdução do termo Teratologia.
Em 14 de Agosto de 1829, recebeu seu diploma de doutor em Medicina, com a tese "Proposition sur la monstruosité considérée chez l'homme et les animaux" e nesse mesmo ano escreveu para o seu pai a segunda parte de um curso de aulas sobre ornitologia, e durante os três anos seguintes deu aulas de zoologia no Ateneu de Paris, e de teratologia na Escola Prática.
Em 1833, torna-se membro da Academia de Ciências, e em 1837, leciona na faculdade de ciências de Paris, e no ano seguinte, se encontra em Bordeaux para organizar uma faculdade do mesmo gênero. Em seguida, é nomeado inspetor da Academia de Paris e em 1840, torna-se professor de zoologia do Museu Nacional de História Natural.  Após a saída de seu pai, em 1841, atuou como Inspetor-geral das Universidades em 1844 e membro do conselho real para instrução pública em 1845. Com a morte de Henri Marie Ducrotay de Blainville (1777-1850), foi nomeado professor de zoologia da Faculdade de Ciências.  Em 6 de Outubro de 1854, fundou a "Sociedade de Aclimatação Zoológica" de Paris, onde atuou como presidente. O imperador Napoleão lhe ofereceu 19 hectares em Bois de Boulogne, comprometendo-se a sociedade para a introdução, aclimatação e domesticação das espécies animais úteis e ornamentais, e também com o aperfeiçoamento e multiplicação das raças recentemente introduzidas ou domesticadas. Depois do império, o programa de estudo se estendeu para a vegetação. Os acontecimentos políticos trouxeram uma modificação ao nome da sociedade como Sociedade Nacional de Aclimatação da França. Em 1855 tornou-se membro da Academia Alemã de Ciências Leopoldina, fundada por Leopoldo I, em 1652.
Isidore Geoffroy Saint-Hilaire morreu em Paris no dia 10 de Novembro de 1861. Sua esposa  Louise Blacque-Belair (filha de François-Charles Blacque-Belair) lhe deixou um filho Albert Geoffroy Saint-Hilaire (1835-1919), que de 1865 a 1893 foi diretor do Jardim de Aclimatação (Jardin d'acclimatation) de Paris.
Isidore Geoffroy Saint-Hilaire  era membro da Ordem Nacional da Legião de Honra e recebeu várias condecorações como:
- Cavaleiro da Legião de Honra, em 29 de abril de 1836
- Oficial da Legião de Honra, em 15 de abril de 1845
- Comandante da Legião de Honra, em 13 de agosto de 1861[6]

## Obras
- Acclimatation et domestication des animaux utiles. Maison rustique, Paris 1861.
- Atlas contenant 20 planches avec leur explication et Table generale des matieres. Paris 1837.
- Catalogue méthodique de la collection des mamifères, de la collection des oiseaux et des collections annexes. Gide & Baudry, Paris 1851.
- Considérations générales sur les monstres. Tastu, Paris 1826.
- Description des collections de Victor Jacquemont. Didot, Paris 1842-45.
- Discours prononcé sur le tombe de M. Duméril. Paris 1860.
- Domestication et naturalisation des animaux utiles. Dusacq, Paris 1854.
- Essais de zoologie générale ou Mémoires et notices sur la zoologie générale, l'anthropologie et l'histoire de la science. Roret, Paris 1841-44.
- Etudes Zoologiques. Lequien, Paris 1832.
- Galerie zoologique ou exposé analytique et synthétique de l'histoire naturelle des animaux: sous la direction d'Isidore Geoffroy Saint-Hilaire, em colaboração com Adrien Antelme, Bibliothèque universelle de la jeunesse, 1837
- Histoire générale et particulìere des anomalies de l'organisation chez l'homme et les animaux ou Traité de tératologie. Baillière, Haumann & Cattoir, Paris, Brüssel 1832-37.
- Histoire naturelle générale des règnes organiques, principalement étudiée chez l'homme et les animaux. Masson, Paris 1854-62.
- História natural dos mamíferos. Milão 1844.
- La Vie d'Étienne Geoffroy Saint-Hilaire (1847)
- Lakanal, sa vie, ses travaux à la Convention et au Conseil des Cinq-cents. Joubert, Paris 1849. (Joseph Lakanal (1762-1845), foi um político francês.)
- Lettres sur les substances alimentaires et particulièrement sur la viande de cheval. Masson, Paris 1856.
- Memoir on an American bat. Phillips, London 1825.
- Notas sobre ossos e ovos encontrados em Madagascar, num aluvião recente, pertencente a um pássaro gigante. Londres, 1851.
- Notice sur la zoologie. Delossy & Bouchard-Huzard, Paris 1838.
- Principes de philosophie zoologique. Pichon & Didier, Paris 1830.
- Propositions sur la monstruosité. Didot le Jeune, Paris 1829.
- Sur des femelles de faisans à plumage de mâles (Sobre as fêmeas dos faisões, que assumem a plumagem do macho). Blackwood, Edinburgh 1827.
- Vie, travaux et doctrine scientifique d'Étienne Geoffroy Saint-Hilaire, P. Bertrand, 1847, obra sobre a vida de seu pai.